# Metastivalius tamberan
Metastivalius tamberan är en loppart som beskrevs av Holland 1969. Metastivalius tamberan ingår i släktet Metastivalius och familjen Stivaliidae. Inga underarter finns listade i Catalogue of Life.